# A Love Letter to Stephen Sondheim
| Оценки критиков | Оценки критиков |
| Источник        | Оценка          |
| --------------- | --------------- |
| The Arts Desk   | [ 1 ]           |

A Love Letter to Stephen Sondheim — студийный альбом американской певицы Джуди Коллинз, выпущенный 3 марта 2017 года на лейбле Wildflower Records по лицензии Cleopatra Records.

## Об альбоме
Данный проект продолжает серию трибьютов авторам, чьи песни Коллинз исполняла в течение своей карьеры. Стивен Сондхайм сыграл в карьере певицы важную роль, за исполнение его песни «Send In the Clowns» певица получила две номинации на премию «Грэмми», пластинка Judith, на которую она была включена, разошлась миллионным тиражом в США.
В мае 2016 года в концертном зале «Боттчер» в Денвере певица записала часовой музыкальный фильм-концерт «A Love Letter to Stephen Sondheim», во время которого исполнила самые популярные его композиций («Not a Day Goes By», «Finishing the Hat», «Take Me to the World», «Anyone Can Whistle» и «I’m Still Here»), а также делилась своими воспоминаниями о Сондхайме и Бродвее. Аккомпанемент составил певице пианист Расселл Уолден. Фильм был показан в США на телевидении 26 августа 2016 года.
В феврале 2017 года певица решила выпустить запись с концерта на DVD, а следом студийный альбом с лучшими номерами, прозвучавшими во время концерта — 3 марта 2017 альбом стал доступен для покупки на CD и в цифровом формате. Также певица дала несколько живых выступлений с новым репертуаром в 2017 году.

## Список композиций
| №                   | Название               | Длительность |
| ------------------- | ---------------------- | ------------ |
| 1.                  | «No One Is Alone»      | 3:07         |
| 2.                  | «Finishing The Hat»    | 2:55         |
| 3.                  | «Not While I’m Around» | 2:51         |
| 4.                  | «Take Me To The World» | 2:54         |
| 5.                  | «Liaisons»             | 4:58         |
| 6.                  | «Move On»              | 3:56         |
| 7.                  | «Not A Day Goes By»    | 3:26         |
| 8.                  | «Send In The Clowns»   | 3:58         |
| 9.                  | «I’m Still Here»       | 4:48         |
| 10.                 | «Anyone Can Whistle»   | 2:40         |
| Общая длительность: | Общая длительность:    | 35:34        |